# Fly Air
Fly Air – nieistniejąca turecka prywatna linia lotnicza z siedzibą w Stambule. Obsługiwała głównie połączenia czarterowe.